# RX (producent muzyczny)
RX, właśc. Rafał Sielawa (ur. 1986 w Mławie) – polski producent muzyczny i DJ.
Rafał Sielawa zaistniał na polskiej scenie muzyki hip-hopowej w 2004 roku utworem „Zazdrość II”, który wyprodukował na trzeci album warszawskiego rapera Tedego – Notes. Następnie, tego samego roku związał się z wytwórnią muzyczną Camey Studio. W efekcie muzyk wyprodukował m.in. trzy utwory na album solowy rapera Onara – Osobiście (2004). W latach późniejszych RX produkował dla zespołu Płomień 81, wokalisty Lerka oraz raperów Chiwasa, Nowatora, Młodego M i innych.
W 2013 roku dołączył do RPS Enterteyment, wytwórni muzycznej należącej do znanego m.in. z występów w zespole Slums Attack rapera Pei. Również w 2013 roku jako DJ nawiązał współpracę z duetem Donatan i Cleo wraz z którym wystąpił podczas gali MTV Music Awards w Warszawie. W grudniu 2014 roku wraz z raperem Chadą wydał album zatytułowany Efekt porozumienia. Materiał promowany teledyskami do utworów „Słuchasz na własne ryzyko”, „Manewry miłosne” i „Mój własny porządek” uplasował się na 3. miejscu listy najpopularniejszych płyt w Polsce (OLiS).

## Dyskografia
Albumy
| Rok  | Album                                                                          | Pozycja na liście | Sprzedaż        | Certyfikat             |
| Rok  | Album                                                                          | POL               | Sprzedaż        | Certyfikat             |
| ---- | ------------------------------------------------------------------------------ | ----------------- | --------------- | ---------------------- |
| 2014 | Efekt porozumienia (oraz Chada) - Data: 6 grudnia 2014 - Wydawca: Step Records | 3                 | - POL: 30 tys.+ | - POL: platynowa płyta |
| 2017 | Recydywista (oraz Chada) - Data: 1 grudnia 2017 - Wydawca: Step Records        | 13                | - POL: 15 tys.+ | - POL: złota płyta     |

Inne – produkcja utworów
| Rok  | Utwór                                                      | Album                                   | Źródło |
| ---- | ---------------------------------------------------------- | --------------------------------------- | ------ |
| 2004 | „Zazdrość II”                                              | Notes – Tede                            | [ 2 ]  |
| 2004 | „Drugie piętro” „Bez komentarza” „Znowu w klubie”          | Osobiście – Onar                        | [ 15 ] |
| 2005 | „Mój dom”                                                  | Historie z sąsiedztwa – Płomień 81      | [ 16 ] |
| 2005 | „Bo bez ciebie” „Zawsze” remiks „Nie mogę wrócić” remiks   | Bo bez ciebie – Lerek                   | [ 17 ] |
| 2008 | „Chicago”                                                  | Welcome to Poland – Chiwas, Nowator     | [ 18 ] |
| 2009 | „Miejska legenda”                                          | Bezsenność – Rudy MRW                   | [ 19 ] |
| 2011 | „Kiedyś to widziałem inaczej”                              | Kronika II: Siła charakteru – Młody M   | [ 20 ] |
| 2011 | „Rap najlepszej marki”                                     | WGW – Chada                             | [ 21 ] |
| 2011 | „Kraina zwichniętej wyobraźni” „Wydycham niepokój (Outro)” | PDG Gawrosz – Shellerini                | [ 22 ] |
| 2011 | „Widzę ich” „Flesze”                                       | De Nekst Best – VNM                     | [ 23 ] |
| 2012 | „200 km/h”                                                 | Magiczne pióro – Ry23                   | [ 24 ] |
| 2012 | „Wena z gwiazd”                                            | Rarytas – RR Brygada                    | [ 25 ] |
| 2012 | „Hitchcock”                                                | Szkoła wyrzutków – WSRH                 | [ 26 ] |
| 2012 | „Pełen etat”                                               | Pełen etat – Śliwa                      | [ 27 ] |
| 2013 | „Jabłko”                                                   | Prototyp – Kajman                       | [ 28 ] |
| 2013 | „Koperta”                                                  | Odźwierny – Rover                       | [ 29 ] |
| 2013 | „Nic o nas bez nas”                                        | Dowód rzeczowy nr 3 – Pih               | [ 30 ] |
| 2013 | „Łatwe życie”                                              | 10 – Rafi                               | [ 31 ] |
| 2013 | „Spokój”                                                   | Milion dróg do śmierci – Paluch, Kali   | [ 32 ] |
| 2014 | „Urywki wspomnień”                                         | Syn Bogdana – Chada                     | [ 33 ] |
| 2014 | „Mijamy się mijając” „Nim zajdzie słońce za osiedle”       | Gdzie wasze ciała porzucone – HuczuHucz | [ 34 ] |

## Teledyski
| Rok  | Tytuł                                                               | Reżyseria / Realizacja | Album              | Źródło |
| ---- | ------------------------------------------------------------------- | ---------------------- | ------------------ | ------ |
| 2014 | „Słuchasz na własne ryzyko” (oraz Chada; gościnnie: Hukos i Maskot) | 9 Liter Filmy          | Efekt porozumienia | [ 7 ]  |
| 2014 | „Manewry miłosne” (oraz Chada; gościnnie: Bezczel i Z.B.U.K.U)      | The New Black          | Efekt porozumienia | [ 8 ]  |
| 2014 | „Mój własny porządek” (oraz Chada, gościnnie: Z.B.U.K.U)            | M.L. Filmz             | Efekt porozumienia | [ 9 ]  |